# Sunset Strip

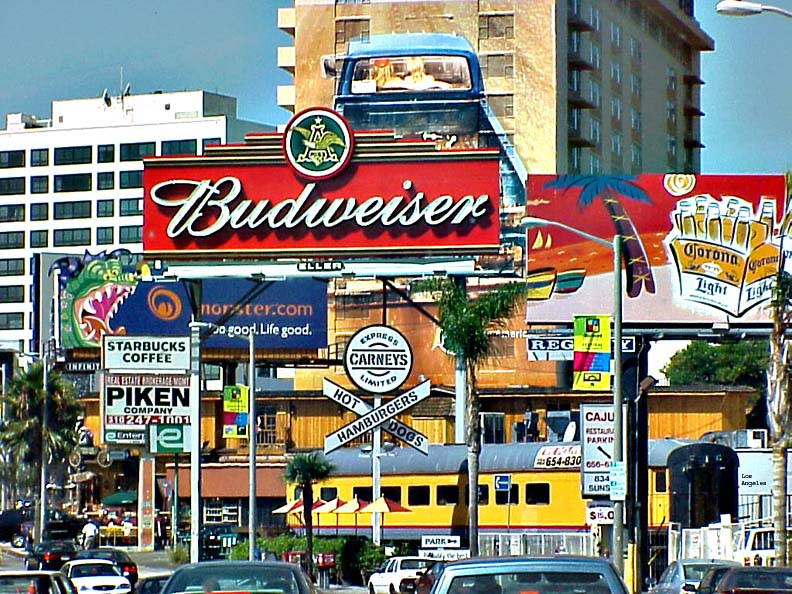
El Strip es famoso por sus letreros.

Sunset Strip o la franja Sunset es el nombre dado al estrecho de Sunset Boulevard que pasa por West Hollywood (California). Se extiende desde el extremo oriental de West Hollywood con Hollywood en la calle Marmont Lane, hasta el extremo occidental con Beverly Hills en la calle Phyllis. El Strip es probablemente el mejor lugar de Sunset, que abarca con un sinfín de boutiques de colección, restaurantes, clubes de rock, y discotecas que están a la vanguardia en la industria del entretenimiento y coloridas vallas publicitarias.

## Historia
Debido a que el Strip se encuentra en las afueras de los límites de la ciudad de Los Ángeles y era un área no incorporada bajo la jurisdicción del Condado de Los Ángeles, el lugar se convirtió en el área menos protegida dentro de la jurisdicción del Departamento del Sheriff de Los Ángeles, en lugar de la mano pesada del Departamento de Policía de Los Ángeles. Los juegos estaban prohibidos en la ciudad, pero eran legales en el condado. Esto fomentó que la vida nocturna fuera "más salvaje" que lo que podía tolerar la Ciudad de Los Ángeles, y en los años 20 varias discotecas y casinos fueron inaugurados a lo largo del Strip, lo que atrajo a famosos a esta área de menos restricciones; el alcohol se servía en el mercado negro durante la época de la prohibición.
El glamour definió al Strip en los años 30 y 40, por lo que los nuevos restaurantes y clubes se convirtieron en un espacio de recreación para los ricos y famosos. Las personas concurrían a legendarios clubes como Ciro's, el Mocambo y el Trocadero. Se cuenta que algunos de sus clubes nocturnos más caros pertenecían a gánsteres como Mickey Cohen. Otros lugares del Sunset Strip asociados a Hollywood son el edificio de apartamentos Garden of Allah y Schwab's Drug Store.

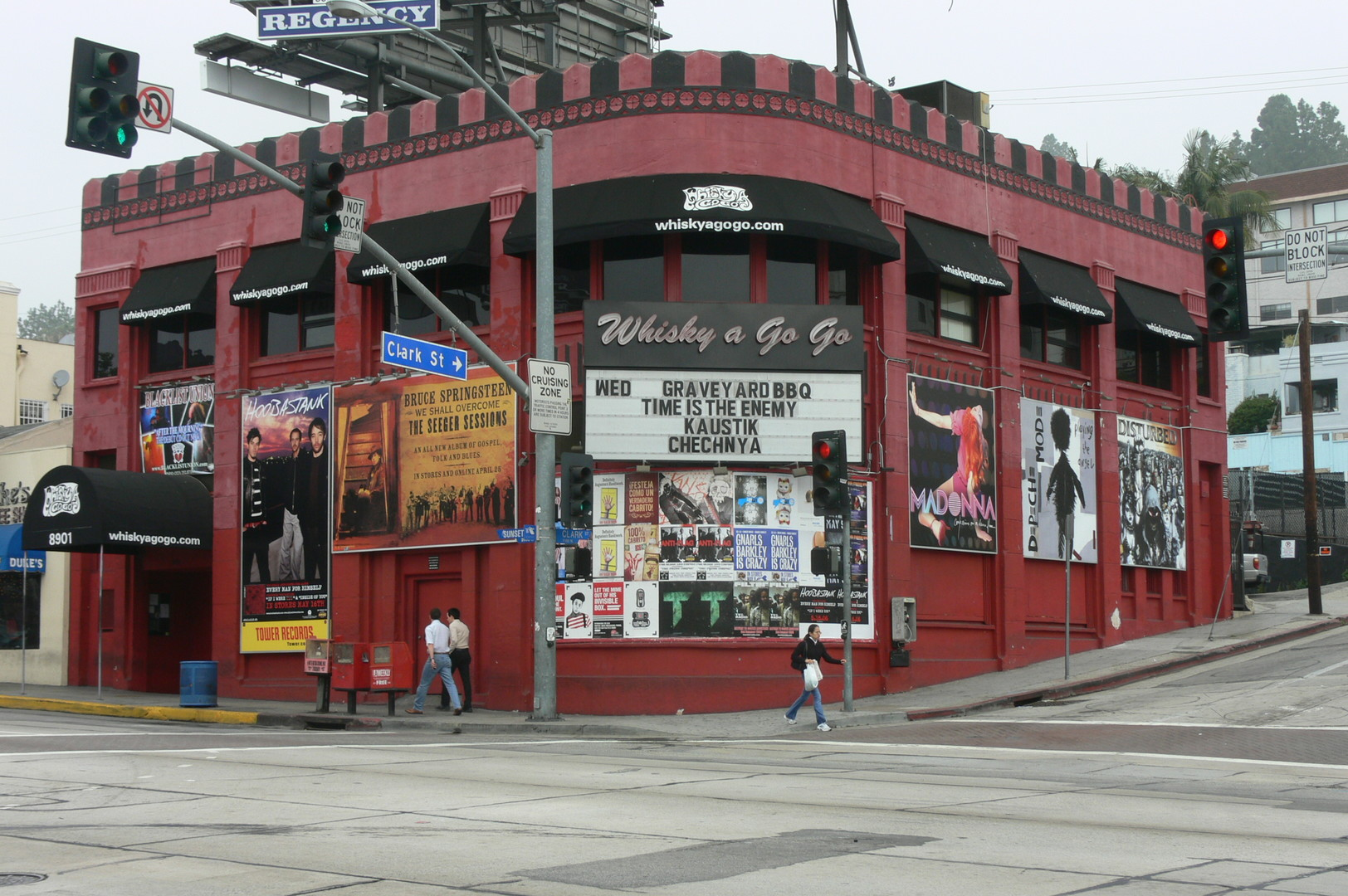
El Whisky a Go Go.

A inicios de los años 1960, el Strip dejó de ser un punto de encuentro para la gente del cine, pero sus restaurantes, bares y clubes continuaron funcionando como atracción para los visitantes locales y foráneos. A mediados de los años 1960 y 70 se convirtió en punto de encuentro para la contracultura, aparte de ser el escenario de los disturbios del verano de 1966, que involucraron a la policía y multitudes de hippies.
Las bailarinas go go realizaban sus espectáculos en lugares como el famoso Whisky a Go Go. Bandas como Van Halen, Motley Crue, Poison, Ratt, Quiet Riot, L.A. Guns, Whitesnake, Guns N' Roses, The Doors, The Byrds, Love, The Seeds, Frank Zappa, y muchos otros se presentaron en clubes como el Whisky a Go Go, Roxy, Pandora's Box y el London Fog.

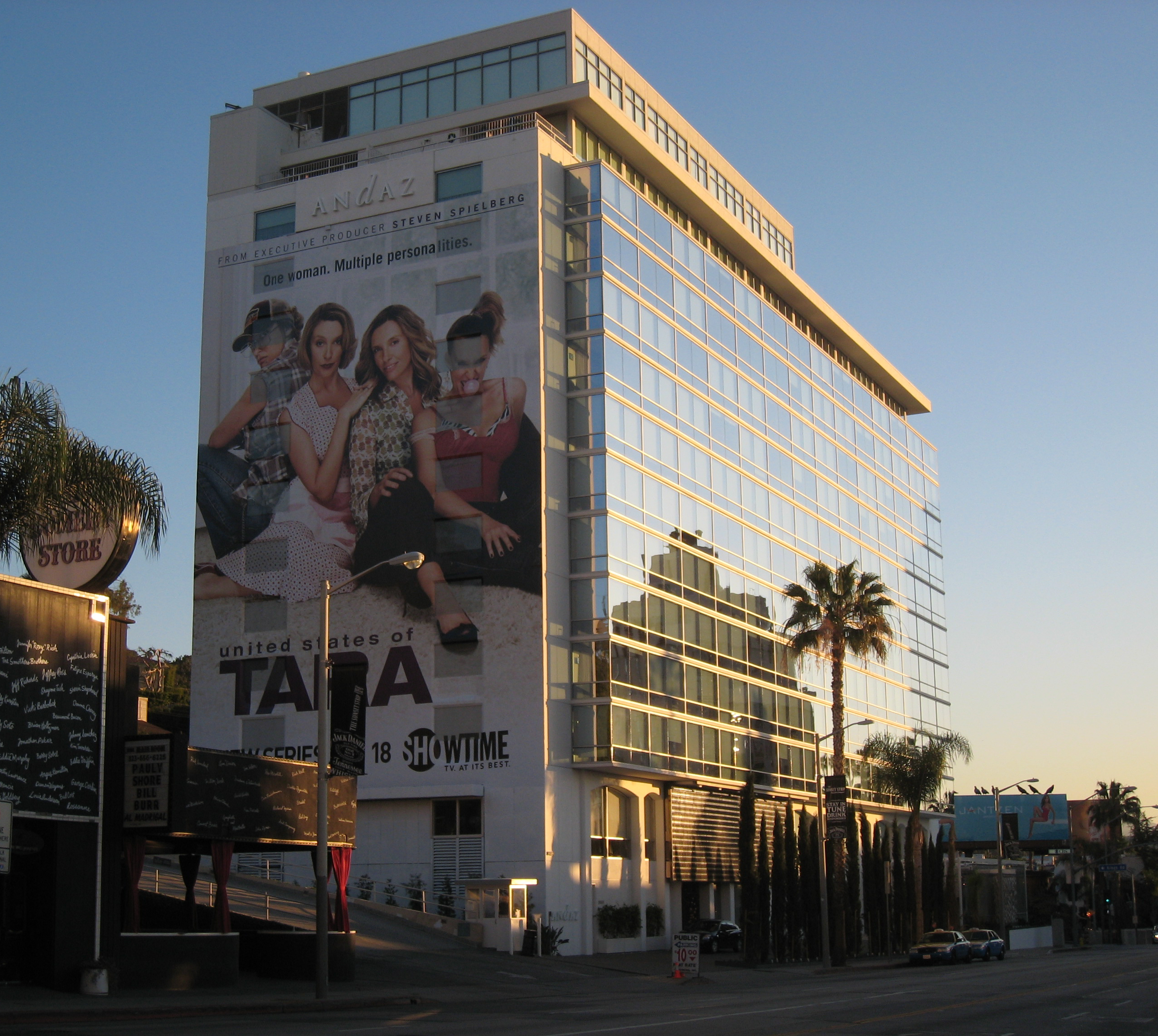
El hotel Andaz West Hollywood.

Como el Strip se convirtió en punto de encuentro para los artistas musicales en los años 1960 y 70, el hotel Hyatt West Hollywood (actualmente conocido como el Andaz West Hollywood) se convirtió en un hotel legendario. Muchos músicos vivieron o durmieron en el hotel debido al fácil acceso hacia los locales nocturnos de Sunset Boulevard. El hotel también aparece representado en la película Casi famosos de Cameron Crowe.
A inicios de los años 70 un lugar de reunión popular entre los músicos y seguidores del glam rock era el Rodney Bingenheimer's English Disco. El Strip continuó siendo un foco para el punk rock y el new wave durante fines de los 70, y se convirtió en el centro del glam metal durante los años 80. La canción de Donna Summer de 1979 "Sunset People", perteneciente al álbum Bad Girls, trata acerca de la vida nocturna en Sunset Boulevard. El aumento en las tarifas de renta y en el cobro a los artistas por sus presentaciones en los locales nocturnos provocó que la escena musical declinara en Sunset Strip, trasladándose a otros sectores de California.

## Referencias en la cultura popular

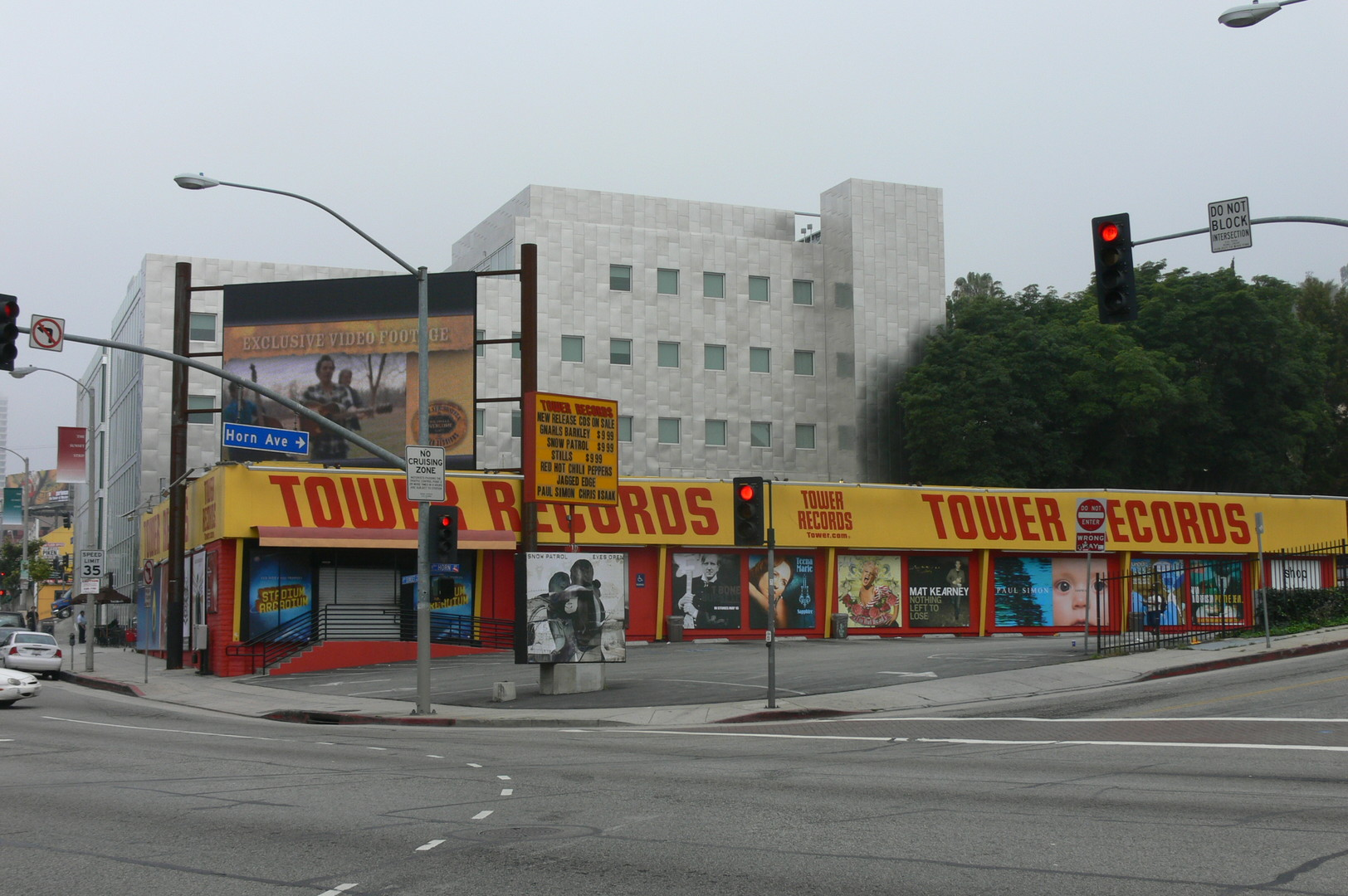
Tienda de Tower Records en Sunset Strip.